# Amants (film, 1991)
Pour les articles homonymes, voir Amants et Lover.
Pour plus de détails, voir Fiche technique et Distribution.
Amants (Amantes) est un film espagnol réalisé par Vicente Aranda, sorti en 1991 et inspiré d'un fait divers authentique.

## Synopsis
Madrid, années 1950. Paco, un jeune provincial qui vient d'achever son service militaire, cherche du travail afin d'assurer un avenir au couple qu'il compte former avec sa fiancée, Trini. Il loue une chambre chez Luisa, avec laquelle il découvre la passion physique. Partagé entre les deux femmes, Paco perd pied. L'issue de ce triangle amoureux sera tragique et sordide.

## Une discrète critique du franquisme
Si le film ne s'attaque pas ouvertement à la dictature, il dénonce cependant en toile de fond une société espagnole conformiste, puritaine et machiste, vivotant à l'ombre de l'Armée et de l'Église.

## Fiche technique
- Titre original : Amantes
- Titre français : Amants
- Réalisation : Vicente Aranda
- Scénario : Vicente Aranda, Álvaro del Amo et Carlos Pérez Merinero
- Photographie : José Luis Alcaine
- Musique : José Nieto
- Pays d'origine : Espagne
- Genre : drame
- Date de sortie : 1991

Film interdit aux moins de 16 ans

## Distribution
- Victoria Abril : Luisa
- Jorge Sanz : Paco
- Maribel Verdú : Trini
- Enrique Cerro : Commandant

## Récompenses
- Berlinale 1991 : Ours d'argent de la meilleure actrice pour Victoria Abril
- Prix Goya : Meilleur film et Meilleur réalisateur pour Vicente Aranda
- Fotogramas de Plata : Meilleur film
- Prix Sant Jordi du cinéma : Meilleur film espagnol